# 多寄インターチェンジ
多寄インターチェンジ（たよろインターチェンジ）は、北海道士別市に建設中の北海道縦貫自動車道のインターチェンジ。名称は仮称である。

## 歴史
- 2005年（平成17年）：士別剣淵IC - 当IC間着工[1]
- 2016年（平成28年）：当IC - 名寄IC間着工[1]

## 接続する道路
- 直接接続
  - 北海道道888号東陽多寄線

- 間接接続
  - 国道40号

## 周辺
- 多寄駅（JR北海道・宗谷本線）
- 本元寺
- 多寄中学校

## 料金所
当ICを含む士別剣淵IC - 名寄IC間は新直轄方式で建設中で供用開始後は無料区間となる予定であり、料金所は設置されない予定。

## 隣
E5 北海道縦貫自動車道
(48) 士別剣淵IC -（事業中）- 多寄IC（仮称） -（事業中）- 名寄IC